# 阿热勒镇 (青河县)
阿热勒乡，是中华人民共和国新疆维吾尔自治区阿勒泰地区青河县下辖的一个乡镇级行政单位。

## 行政区划
阿热勒乡下辖以下地区：
乔夏村、呼尔森村、库尔迭宁村、塔拉特村、阔布村、布鲁克村、拉斯特村、杜尔根村、喀让格托海村、库木喀仁村、冬特村、达巴特村、布河坝村和塔斯托别村。